# Germano Vieira
Germano João Vieira (Angelina, 15 de agosto de 1925 – Florianópolis, 15 de agosto de 2023) foi um político brasileiro. Foi prefeito de São José por três mandatos e deputado estadual de Santa Catarina.

## Vida e carreira
Germano nasceu em Angelina, que na época pertencia a São José, em 1925. É filho de João Ludovino Vieira e de Maria Luzia de Melo. Tendo atuado como agricultor, comerciante e empresário no ramo madeireiro, casou-se com Leopoldina Vermolin Vieira, com quem teve Nelito, Nadia Terezinha, Nalmir Catarina, Neli Luzia e Nilson.
Foi prefeito de São José por três mandatos. O primeiro foi entre 1970 a 1973, pela ARENA. O segundo foi entre 1984 a 1988, pelo PFL. Entre 1989 e 1992, o prefeito foi seu sobrinho Diocélis João Vieira, enquanto Germano se tornou deputado estadual na Assembleia Legislativa de Santa Catarina na 12ª legislatura (1991 — 1995). Nas eleições de 1992, foi eleito prefeito mais uma vez. 
Em 1999, recebeu uma homenagem pelo trabalho na legislatura da Assembleia Legislativa. Ele ganhou notoriedade pela defesa da questão da correção da divisão dos royalties do petróleo, pelo qual o estado de Santa Catarina entrou na justiça e ganhou a ação, que inicialmente parecia ter poucas chances de sucesso, mas foi defendida por ele desde o início - o governador só entrou com a ação após o pedido dele.
Um acordo entre os governos define que ao menos R$ 300 milhões serão investidos em obras de infraestrutura Catarinense como compensação, devido a exploração de petróleo em áreas que historicamente estavam na jurisdição marítima de SC.

## Legado
Em sua cidade natal, São José, um ginásio de esportes em Campinas recebeu o nome dele. Há também uma homenagem entregue no Dia do Vereador para ex-vereadores chamada Placa Germano Vieira.